# Acidente do Douglas C-47-DL prefixo PP-YPX em 1951
O Desastre aéreo de Ubatuba ocorreu com uma aeronave Douglas DC-3 da REAL Transportes Aéreos, durante um voo entre o Aeroporto Santos Dumont no Rio de Janeiro e o Aeroporto de Congonhas em São Paulo. A aeronave decolou às 18h10, levando seis passageiros e quatro tripulantes. Por volta das 19h00, o avião sobrevoava a região de Ubatuba, quando houve uma falha de comunicação. O avião desapareceu das telas de radar e a causa do acidente nunca foi totalmente esclarecida. Todos os ocupantes da aeronave faleceram no incidente.
Entre as vítimas conhecidas estava Galeão Coutinho, jornalista, escritor, tradutor e poeta brasileiro.

## Aeronave
O Douglas DC-3 foi uma das aeronaves mais utilizadas na aviação civil, sendo responsável por grande parte do transporte aéreo durante a Segunda Guerra Mundial e no pós-guerra. O modelo DC-3 foi amplamente utilizado por várias companhias aéreas ao redor do mundo, incluindo a REAL Transportes Aéreos.

## Acidente
Após decolar do Aeroporto Santos Dumont às 18h10, a aeronave se dirigiu para São Paulo. Durante o voo, o piloto relatou sua posição por rádio e confirmou que seguia a rota prevista. No entanto, por volta das 19h00, durante a passagem sobre Ubatuba, a aeronave perdeu comunicação. Apesar dos esforços de resgate e buscas, o avião foi encontrado somente algumas horas depois, já em estado avançado de destruição. Todos os ocupantes morreram no impacto.

## Consequências
A perda do voo aumentou as preocupações sobre a segurança da aviação civil no Brasil, levando à revisão de protocolos de segurança, comunicação e treinamento para pilotos. O acidente também causou comoção em toda a sociedade brasileira, e os parentes das vítimas buscaram respostas junto às autoridades responsáveis pela investigação do incidente.